# Miss Nicaragua 2023
La 41.ª edición de Miss Nicaragua, correspondiente al año 2023, se llevó a cabo el 5 de agosto de 2023 en el Centro de Convenciones Crowne Plaza en Managua. Las candidatas de diferentes departamentos o municipios compitieron por el título. Al final del evento Norma Huembes, Miss Nicaragua 2022 de San Marcos, coronó a Sheynnis Palacios de Diriamba como su sucesora. Palacios representó al país el 18 de noviembre de 2023 donde se realizó la 72.ª edición de Miss Universo en San Salvador, El Salvador donde logró coronarse en dicha edición, siendo la primera representante nicaragüense en ganar este concurso.
Fue la última edición en tener a Karen Celebertti como dueña de la franquicia de Miss Nicaragua.

## Resultados
| Posiciones          | Concursante                        |
| ------------------- | ---------------------------------- |
| Miss Nicaragua 2023 | - Diriamba - Sheynnis Palacios     |
| Primera Finalista   | - Santa Lucía - Daysi Velásquez    |
| Segunda Finalista   | - Chinandega - Isabella Salgado    |
| Tercera Finalista   | - Granada - Chantal Urbina         |
| Cuarta finalista    | - Puerto Cabezas - Waymara Antonio |

## Premios especiales
- La organización Miss Nicaragua otorgó 8 bandas especiales a las destacadas en distintas categorías durante la noche final del certamen:

| Posiciones           | Concursante                     |
| -------------------- | ------------------------------- |
| Mejor Sonrisa        | - Santa Lucía - Daysi Velásquez |
| Miss Solenti 2023    | - Diriamba - Sheynnis Palacios  |
| Miss Beauty Shipping | - Diriamba - Sheynnis Palacios  |
| Miss Agua Cielo      | - Diriamba - Sheynnis Palacios  |
| Miss Flawles Beauty  | - Diriamba - Sheynnis Palacios  |
| Miss Styling         | - Diriamba - Sheynnis Palacios  |
| Mujer Abundante      | - Diriamba - Sheynnis Palacios  |
| Miss Simpatía        | - Managua - Andrea Reyes        |

## Jurados
- Lenka Nemer: Miss Bolivia Universo 2020.
- Paola Brenes: Licenciada en Administración Turística y Hotelera.
- Aída Gutiérrez: TV Host.
- Francella Gutiérrez: Embajadora de Women's Entrepreneurship Day.
- Ivett Bustos-Wither: Empresaria.

## Candidatas
10 candidatas compitieron por el título:
| Representación | Candidata                           | Edad | Profesión                                             |
| -------------- | ----------------------------------- | ---- | ----------------------------------------------------- |
| Chinandega     | Isabella Salgado                    | 26   | Actuario Financiero                                   |
| Diriamba       | Sheynnis Alondra Palacios Cornejo   | 23   | Licenciada en Comunicación Social                     |
| Granada        | Eunice Chantal Urbina               | 24   | Cirujano Dentista                                     |
| La Concordia   | Melissa Morales                     | 25   | Ingeniera Industrial                                  |
| León           | Iris Eloisa Ruiz                    | 27   | Licenciada Químico Farmacéutico                       |
| Managua        | Andrea Reyes Soza                   | 25   | Administración de Empresa                             |
| Managua        | Marian del Carmen Torres González   | 27   | Licenciada en Diplomacia y Relaciones Internacionales |
| Ometepe        | Génesis Martínez                    | 27   | Administración Turística                              |
| Puerto Cabezas | Waymara Kassandra Antonio Barberena | 26   | Estilista Profesional y estudiante de Psicología      |
| Santa Lucía    | Daysi Velásquez                     | 28   | Licenciada en Comunicación Social                     |

## Datos acerca de las delegadas
- Algunas de las delegadas del Miss Nicaragua 2023 han participado o participarán en otros certámenes de importancia nacionales e internacionales:
  - Sheynnis Palacios (Diriamba) ganó Miss Teen Nicaragua 2016 y Miss Mundo Nicaragua 2020, esté último dándole el derecho de representar a Nicaragua en el Miss Mundo 2021 dónde logró ser Top 40.
  - Isabella Salgado (Chinandega) fue ganadora de Miss Centroamérica Internacional 2018 y participó sin éxito en Miss América Latina del Mundo 2019 y Miss Charm 2023.
- Otros datos significativos de algunas delegadas:
  - Daysi Velásquez (Santa Lucía) es la primera mamá que participa en Miss Nicaragua.[7]